# Deák Ferenc tér (métro de Budapest)
Deák Ferenc tér en français : « Place Ferenc Deák » est une station du métro de Budapest. Il s'agit de la principale plate-forme multimodale du réseau métropolitain, desservie par les trois lignes M1, M2 et M3 de la capitale hongroise.
La station été inaugurée en 1896 lors de la construction de la première ligne.

## Historique de la station
La station place Ferenc Deák est située sur la ligne de métro M1 reliant la place Vörösmarty aux Thermes Széchenyi. Il s'agit d'une station construite juste en dessous de la surface de la rue, à 2,7 m de profondeur, avec deux quais latéraux. Elle a été inaugurée le 8 mai 1896 par l'empereur François-Joseph.
En 1955, en raison de la construction de la deuxième ligne, la station fut déplacée à environ 40 mètres. La station d'origine a été fermée et abrite aujourd'hui le musée du métro de Budapest.
La ligne 2 est mise en service le 2 avril 1970 entre la station de Örs vezér tere et la place Ferenc Deák, terminus provisoire ; la ligne est prolongée le 22 décembre 1972. La station comporte un quai central desservant desservi par les deux voies de part et d'autre.
La ligne 3 est mise en service le 31 décembre 1976. La place Ferenc Deák sert, comme pour la ligne 2, de terminus provisoire ; la ligne est prolongée le 30 décembre 1981. La station est parallèle à celle de la ligne 2 et comporte également un quai central desservant desservi par les deux voies de part et d'autre.
Depuis le 19 août 1996, des fresques illustrent le couloir de correspondance entre ces deux lignes. Ces fresques de céramique illustrent des poèmes, en langues portugaise et hongroise, et sont l'œuvre de João Rodrigues Vieira. Elles ont été offertes par la société du métro de Lisbonne, ville jumelée avec Budapest.

## Dénomination
Le nom de la station est celui de la place sous laquelle elle est située, appelée ainsi en l'honneur de l'homme politique hongrois Ferenc Deák (1803 - 1876).

## Lieux remarquables à proximité
- Deák Ferenc tér
- Maison Anker
- Temple évangélique de Deák tér
- Grande synagogue de Budapest
- Hôtel de ville de Budapest